# St. Marxmen
St. Marxmen – mixtape/kompilacją amerykańskiego zespołu hip-hopowego M.O.P. Zawiera nowe utwory, jak i niewydane wcześniej.

## Lista utworów
1. „Flip Intro” – 1:07
2. „Pain” – 3:56
3. „Big Boy Game” – 2:44
4. „It’s Hard to Tell” (featuring Foxx and Inf) – 3:29
5. „Suicide” (featuring Teflon) – 3:26
6. „Hip Hop Cops” (featuring Wyclef Jean) – 4:59
7. „Pop Shots” (remix) (featuring ODB) – 3:42
8. „Classical Skit” – 0:15
9. „Put It in the Air” (featuring Jay-Z) – 4:03
10. „Skit” – 0:09
11. „Muddy Waters” – 4:16
12. „Party Like a Rock Star” – 3:59
13. „Instigator” – 5:21
14. „Take a Minute” – 3:00
15. „G Boy Stance” – 4:15
16. „The Wedding” (Skit) – 4:32
17. „Second Thoughts” (bonus track) – 4:11